# Красно-Никольское
Красно-Нико́льское    — деревня  в  Смоленской области России,  в Сафоновском районе. Население – 7 жителей (2007 год)  .  Расположена в центральной части области  в 25 км к северо-востоку от города Сафонова,  в 2 км севернее автодороги М1 «Беларусь», на берегу реки Гжелка.  В 7 км южнее деревни железнодорожная станция Издешково на линии Москва — Минск.  Входит в состав Богдановщинского сельского поселения.  

## История
В годы Великой Отечественной войны деревня была оккупирована гитлеровскими войсками в сентябре 1941 года, освобождена в 1943 году..